# تربية متحفية

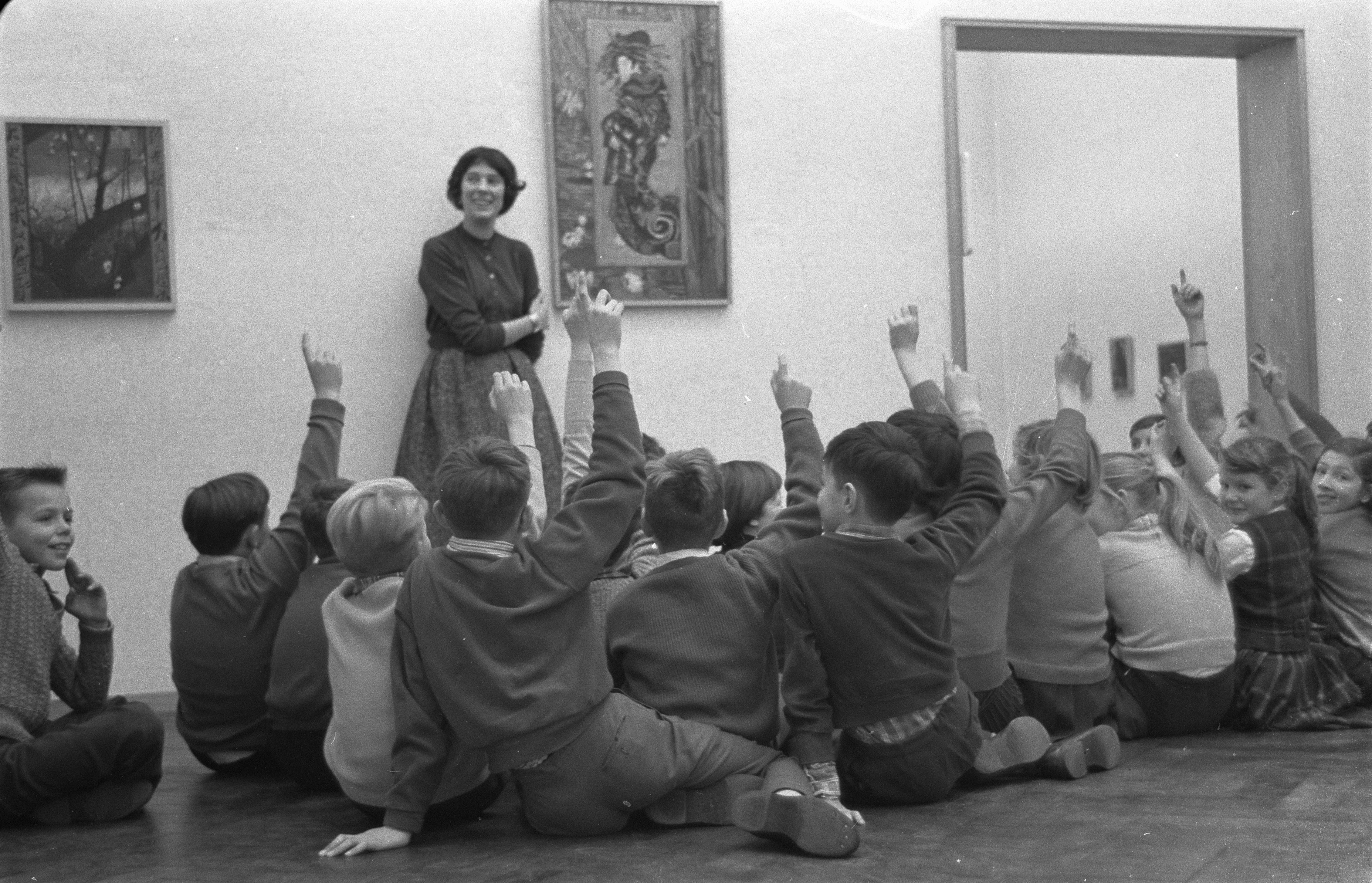
الأطفال أثناء درس في المتحف متحف ستيديليك أمستردام عام 1960

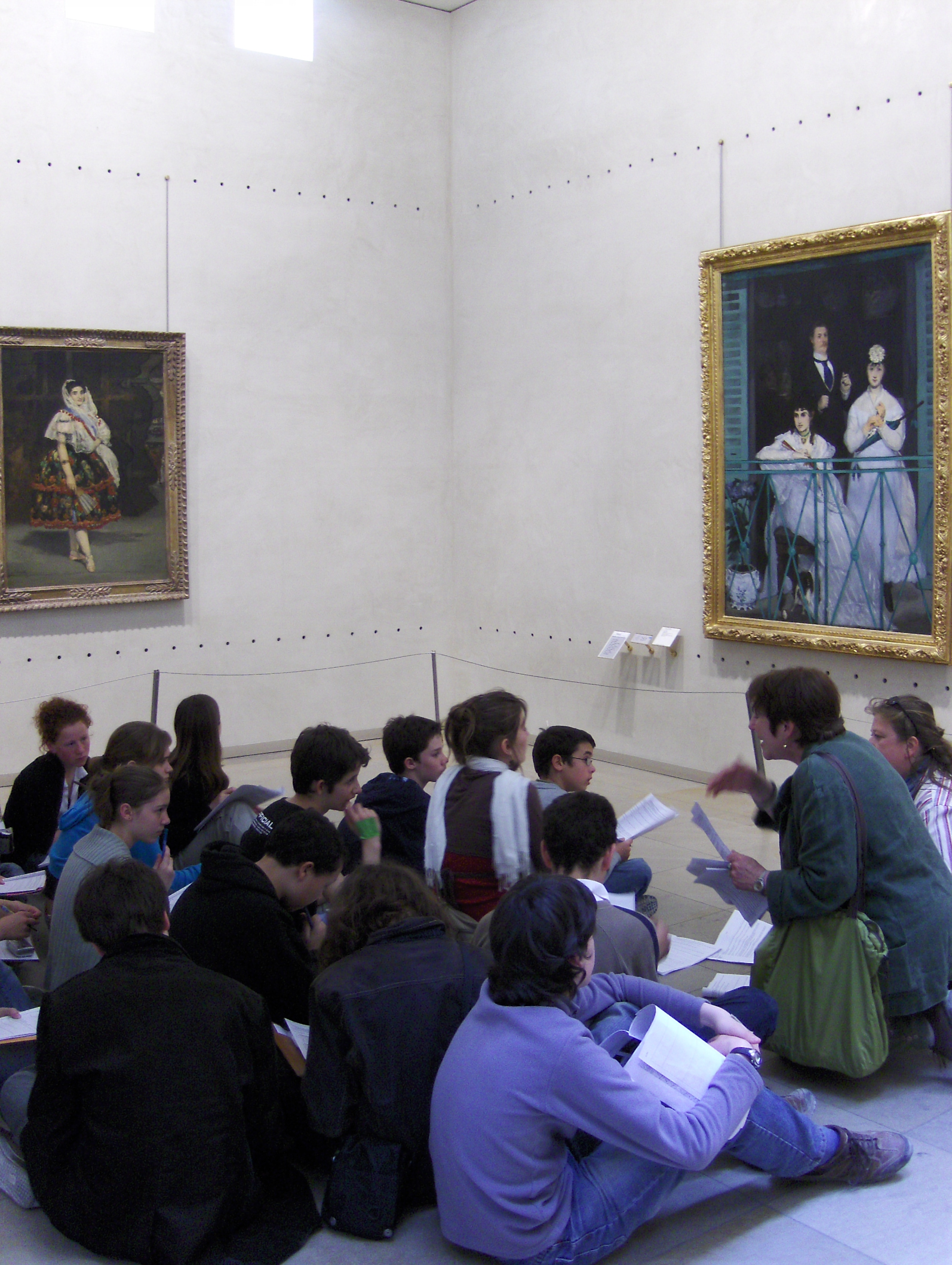
مجموعة من الطلبة في متحف دورسيه، في باريس بفرنسا.

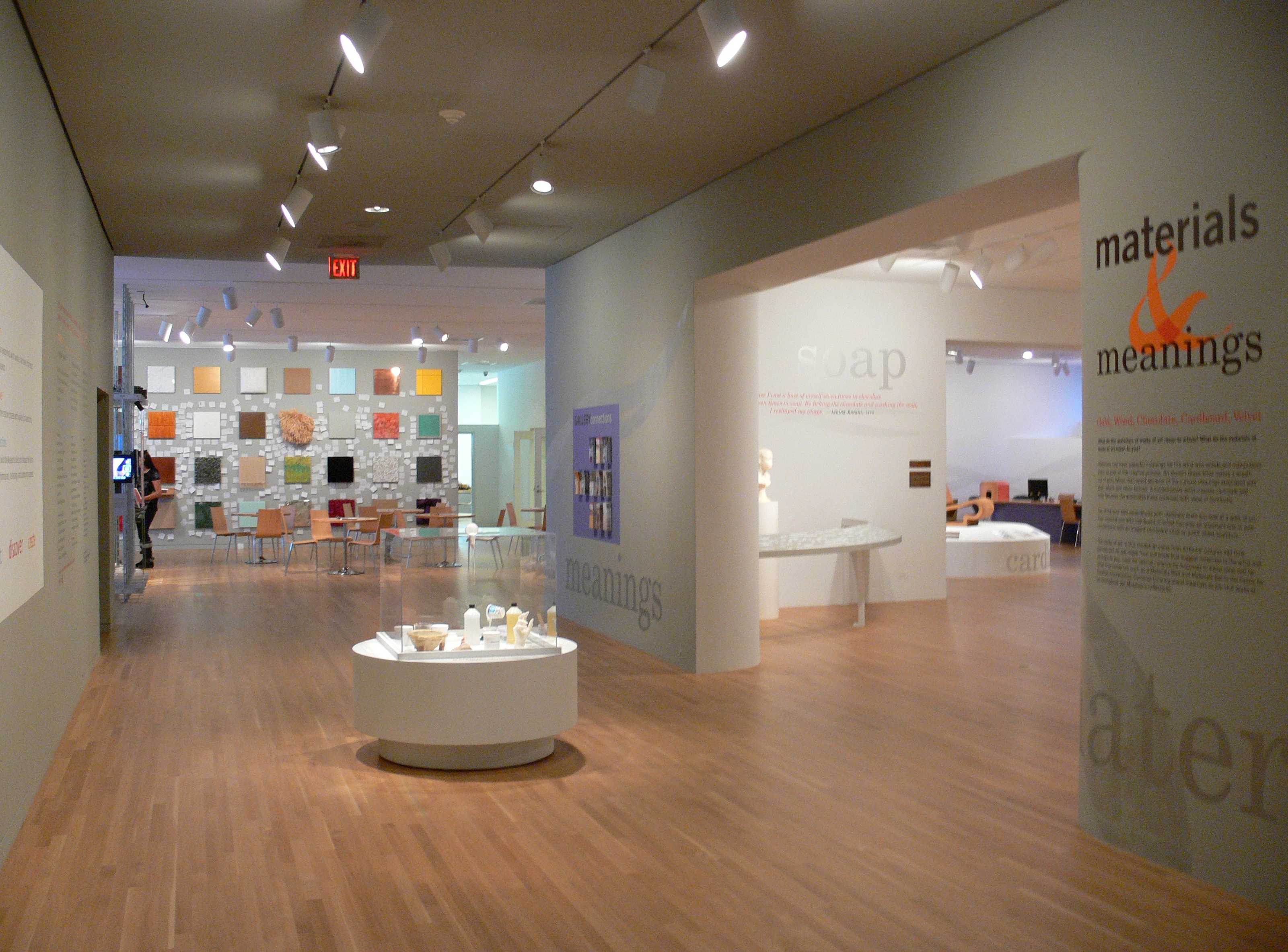
معرض تعليمي بعنوان "المواد والمعاني" في متحف الفنون بدالاس.

التربية المتحفية هو مجال متخصص يكرس جهوده لتطوير وتعزيز دور المتحف كمؤسسة عامة. والغرض من التربية المتحفية هو تعزيز قدرة الزوار على فهم محتويات المتحف وتقديرها. وفي تقرير مبتكر يسمى التميز والمساواة والذي نشرته الجمعية الأمريكية للمتاحف (1992) فإن الدور التعليمي للمتاحف عرف على أنه الدور الأساسي لخدمة المتاحف التي يقدمها للجمهور. يقول التقرير بأن «...البعد الجمهوري للمتاحف يجعلها بالضرورة تؤدي الخدمة التعليمية العامة - وهو مصطلح يتضمن في معناه الشامل الاستكشاف والدراسة والملاحظة والتفكير النقدي والتأمل والحوار.» وتطورت التربية المتحفية لتكون مجالًا للدراسة والاهتمام الخاص بها وبذلت الجهود لتسجيل التاريخ وإنشاء أجندة بحث لتعزيز موقفها كعلم ضمن نطاق العمل الواسع للمتاحف.

## المنشورات
وضعت اللجنة التعليمية الخاصة بالجمعية الأمريكية للمتاحف دليلًا بعنوان Excellence in Practice: Museum Education Principles and Standards (التميز في الممارسة: مبادئ ومعايير التربية المتحفية) للمساعدة في توجيه التربية المتحفية والتعرف عليها.
كما أن مجلة جورنال أوف ميوزيم إديوكاشن (JME) هي مجلة تشمل الجوانب النظرية والتدريب والممارسة الخاصة بمجال التربية المتحفية من اجتماع المائدة المستديرة للتربية المتحفية. وقام المتخصصون في مجالات المتاحف والتعليم والبحث بكتابة مقالات المجلة.
كذلك هناك نشرة شهرية تسمى مرصد التربية المتحفية والتي تتعقب وتسجل الأبحاث والمصادر في التربية المتحفية بجميع أنحاء العالم.

## وصلات خارجية
- Professional Education Committee of the American Alliance of Museums
- Museum-Ed, an online organization devoted to meeting the needs of museum educators by providing tools and resources by and for the museum education community
- The Museum Education Roundtable نسخة محفوظة 6 أغسطس 2013 على موقع واي باك مشين., publisher of the Journal of Museum Education
- New York City Museum Educators Roundtable, a forum for museum education professionals to address issues of museum and educational interest, exchange and disseminate relevant information and to explore and implement cooperative programming opportunities through roundtable discussions, workshops, and an annual conference.